# Neoniphon marianus
Neoniphon marianus är en fiskart som först beskrevs av Cuvier 1829.  Neoniphon marianus ingår i släktet Neoniphon och familjen Holocentridae. Inga underarter finns listade i Catalogue of Life.